# Brut

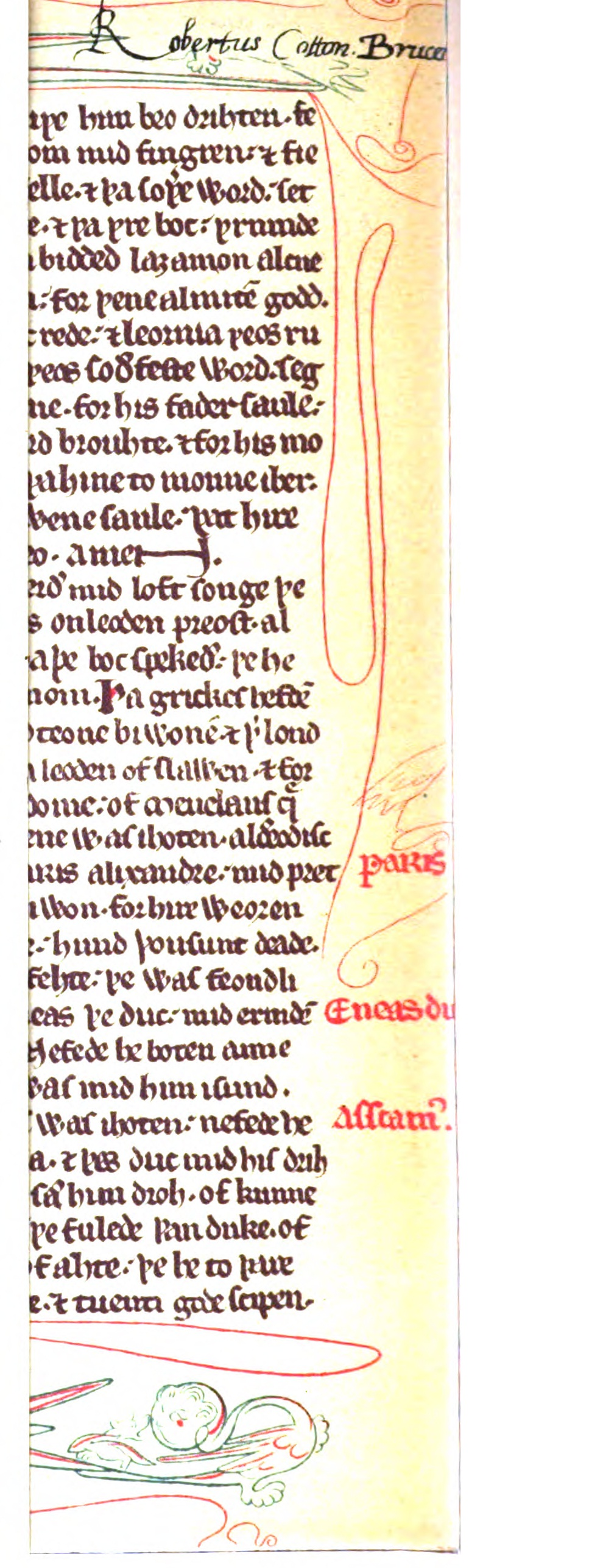
Strona rękopisu poematu Brut Layamona

Brut – epos średniowiecznego angielskiego poety Layamona. Zawiera on celtyckie legendy, między innymi o dawnych władcach, królu Arturze i królu Learze. Utwór składa się z około szesnastu tysięcy wersów, skomponowanych zgodnie z zasadami wiersza aliteracyjnego. Został oparty na wcześniejszym dziele Wace'a z Jersey, a pośrednio na kronice Geoffreya z Monmouth. Poemat jest uważany za jeden z najlepszych zabytków wczesnego stadium języka średnioangielskiego. Znaczenie poematu wynika z faktu, że zapoczątkował on tradycję celtycką, a w szczególności arturiańską, w literaturze języka angielskiego. Nawiązywali do niej później między innymi William Szekspir (Król Lear) i Alfred Tennyson (Ginewra).